# Герб Корсуня-Шевченківського
Герб Ко́рсуня-Шевче́нківського — офіційний символ міста Корсуня-Шевченківського затверджений 29 квітня 1992 року. Автор — О. Толкушин.

## Опис
У горішній частині перетятого двовгнутою синьою балкою щита в червоному полі — золотий лук з накладеною на тятиву золотою стрілою; у долішній частині — в зеленому полі червона вежа. Лазуровий пояс — річка Рось, що протікає через місто. Башта — зображення однієї з найстаріших споруд Корсуня — в'їзних воріт маєтку Лопухіних-Демідових.

## Історичні герби
Історичний герб Корсуня-Шевченсковского (привілей дарований 20 лютого 1585 року): «У червоному полі золотий лук з натягнутою стрілою».
21 лютого 1792 року затверджено герб: У синьому полі ворота з трьома вежами з вікнами, на середній вежі стоїть журавель.